# Gymnoscelis semialbida
Gymnoscelis semialbida är en fjärilsart som beskrevs av Joannis 1929. Gymnoscelis semialbida ingår i släktet Gymnoscelis och familjen mätare. Inga underarter finns listade i Catalogue of Life.